# Valérie Favre Accola
Valérie Favre Accola (* 26. März 1973 in Fribourg) ist eine Schweizer Politikerin (Schweizerische Volkspartei SVP).
Valérie Favre Accola ist in Davos (Kanton Graubünden) aufgewachsen. Sie hat das Lizenziat (lic. phil) an der Universität Fribourg erworben, wo sie bis 2002, zuletzt als Marketingleiterin, am internationalen institute for management in telecommunications tätig war. Von 2017 bis 2020 war sie im kleinen Landrat (Exekutive) Davos als Vorsteherin des Departements Bildung und Energie. Sie kandidierte 2020 als Frau Landammann.
Sie vertritt den Wahlkreis Davos seit 2018 im Grossen Rat (Kantonsparlament), wo sie auch Mitglied der Kommission für Bildung und Kultur ist. Sie ist ebenfalls im Familienunternehmen Accola Davos GmbH tätig (Mitinhaberin), setzt sich als Geschäftsführerin für den Bündner Sportnachwuchs (Präsidentin UHC Iron Marmots, Paul Accola Nachwuchs Stiftung) wie für die Kunst- und Kulturszene ein (Verein Davos Festival, ehemals Internationales Bildhauersymposium Davos). Sie wurde 2008 als erste Frau in der 103-jährigen Geschichte der Molkerei Davos in den Vorstand gewählt und ist seit 2012 deren Vize-Präsidentin. Ebenfalls ist sie Vize-Präsidenten des EW Davos.
Die SVP-Politikerin wurde am 26. Februar 2019 von der SVP Graubünden als Nationalratskandidatin nominiert.
Valérie Favre Accola ist mit Paul Accola verheiratet und Mutter von drei Kindern.